# Rhyacophila doehleri
Rhyacophila doehleri là một loài Trichoptera trong họ Rhyacophilidae. Chúng phân bố ở miền Cổ bắc.